# BENE-League Handball 2015/16
BENE-League Handball 2015/16 is de tweede editie van de handbalcompetitie tussen de Nederlandse en Belgische teams.

## Teams
| Club                   | Stad           | Provincie     | Trainer            | Hal                | Land               |
| ---------------------- | -------------- | ------------- | ------------------ | ------------------ | ------------------ |
| QubiQ/Achilles Bocholt | Bocholt        | Limburg       | Bart Lenders       | De Damburg         | Vlag van België    |
| Hubo Initia Hasselt    | Hasselt        | Limburg       | Luc Boiten         | Alverberg          | Vlag van België    |
| KV Sasja HC            | Hoboken        | Antwerpen     | Alex Jacobs        | Sorghvliedt        | Vlag van België    |
| United HC Tongeren     | Tongeren       | Limburg       | Jos Schouterden    | Eburons Dôme       | Vlag van België    |
| FIQAS/Aalsmeer         | Aalsmeer       | Noord-Holland | René Romeijn       | De Bloemhof        | Vlag van Nederland |
| Targos/Bevo HC         | Panningen      | Limburg       | Martin Vlijm       | De Heuf            | Vlag van Nederland |
| OCI-LIONS              | Sittard-Geleen | Limburg       | Monique Tijsterman | Fitland XL Sittard | Vlag van Nederland |
| KRAS/Volendam          | Volendam       | Noord-Holland | Mark Schmetz       | Opperdam           | Vlag van Nederland |

## Stand
| Pos | Club                   | Wed | W  | G | V  | Ptn | DV  | DT  | +/− | Opmerking                    |
| --- | ---------------------- | --- | -- | - | -- | --- | --- | --- | --- | ---------------------------- |
| 1.  | OCI-LIONS              | 14  | 12 | 2 | 0  | 26  | 430 | 365 | +65 | Geplaatst voor de Final Four |
| 2.  | Hubo Initia Hasselt    | 14  | 9  | 0 | 5  | 18  | 382 | 350 | +32 | Geplaatst voor de Final Four |
| 3.  | Targos Bevo HC         | 14  | 7  | 2 | 5  | 16  | 382 | 359 | +23 | Geplaatst voor de Final Four |
| 4.  | QubiQ/Achilles Bocholt | 14  | 6  | 1 | 7  | 13  | 414 | 400 | +14 | Geplaatst voor de Final Four |
| 5.  | FIQAS/Aalsmeer         | 14  | 6  | 0 | 8  | 12  | 367 | 380 | -13 |                              |
| 6.  | KRAS/Volendam          | 14  | 5  | 1 | 8  | 11  | 354 | 394 | -40 |                              |
| 7.  | Callant Tongeren       | 14  | 4  | 2 | 8  | 10  | 365 | 382 | -17 |                              |
| 8.  | KV Sasja HC            | 14  | 2  | 2 | 10 | 6   | 356 | 420 | -64 |                              |

## Final Four

### Halve Finale
| 6 februari 2016 | Hubo Initia Hasselt | 30 – 28 | Targos Bevo HC | Fitland XL, Sittard |
| 6 februari 2016 |                     |         |                | Fitland XL, Sittard |
| 6 februari 2016 |                     |         |                | Fitland XL, Sittard |

| 6 februari 2016 | OCI-LIONS | 26 – 25 | QubiQ/Achilles Bocholt | Fitland XL, Sittard |
| 6 februari 2016 |           |         |                        | Fitland XL, Sittard |
| 6 februari 2016 |           |         |                        | Fitland XL, Sittard |

### Troostfinale
| 7 februari 2016 | Targos Bevo HC | 32 – 22 | QubiQ/Achilles Bocholt | Fitland XL, Sittard |
| 7 februari 2016 |                |         |                        | Fitland XL, Sittard |
| 7 februari 2016 |                |         |                        | Fitland XL, Sittard |

### Finale
| 7 februari 2016 | Hubo Initia Hasselt | 35 – 34 | OCI-LIONS | Fitland XL, Sittard |
| 7 februari 2016 |                     |         |           | Fitland XL, Sittard |
| 7 februari 2016 |                     |         |           | Fitland XL, Sittard |

|                               |
| Vlag van België               |
| Hubo Initia Hasselt 2de titel |